# ジョージ・ホワイトロック
ジョージ・ホワイトロック（George Whitelock 1986年3月27日 - ）は、ニュージーランド出身のラグビー選手。ポジションはフランカー。

## 人物
1986年3月27日、ニュージーランド、パーマストンノースで生まれる。

身長190cm、体重106kg。

父親は元ジュニア・オールブラックスのブリーデン・ホワイトロック(Braeden Whitelock)、長男アダム(Adam Whitelock)、三男サム（Sam Whitelock)、四男ルーク(Luke Whitelock)の四兄弟ともラグビープレイヤー。

## キャリア

### U１９代表、U２１代表
フィールディングハイスクール卒業、2005年、ラグビー19歳以下ニュージーランド代表、2007年、21歳以下代表に選出される。

### 州代表
2007年、ニュージーランド州代表選手権エアニュージーランドカップ(現ITM CUP)オタゴ州代表でデビュー。翌2008年、カンタベリーに移籍。

### スーパーラグビー
2008年、スーパー14(現スーパーラグビー)のクルセイダーズに入る。

### オールブラックス
2009年のイタリア戦に初選出。

### パナソニック
2014年は日本のパナソニックワイルドナイツでプレーし、10試合に出場した。
- Canterbury Rugby Football Union
- Crusaders profile